# Universidad de Bonn
La Universidad Renana Federico-Guillermo (en alemán: Rheinische Friedrich-Wilhelms-Universität) es el nombre completo de la universidad renana de Bonn (Alemania), creada hace doscientos años. Esta es la más grande, y una de las más prestigiosas universidades del país. Su rector actual es Matthias Winiger. En 2013, la Universidad contaba con más 31.000 estudiantes, incluidos 5000 extranjeros, y 520 profesores. Es el primer generador de empleo de la ciudad. De ella depende el Jardín Botánico de Bonn. Es reconocida por su facultad de Derecho, la cual se destaca, especialmente, en el área de derecho penal, donde enseñan reconocidos juristas como Günther Jakobs, Ingeborg Puppe y Urs Kindhäuser.

## Historia
La Universidad de Bonn se fundó a principios del siglo XIX por el rey Federico Guillermo III de Prusia. El 18 de octubre de 1944, una bomba dañó muy seriamente el edificio principal (el antiguo Kurfürstliches Schloss, castillo de los Príncipes Electores de Colonia).

## Facultades
- Facultad de Derecho y de Economía (Rechts- und Staatswissenschaftliche Fakultät)

Es una de las de mejor reputación de Alemania.
El decano actual (2014) es el Prof. Dr. Johannes Köndgen.
- Facultad de Teología católica (Katholisch-Theologische Fakultät)

La decana actual es la Prof. Dr. Gisela Muschiol.
- Facultad de Teología protestante (Evangelisch-Theologische Fakultät)

El decano actual es el Prof. Dr. Udo Rüterswörden.
- Facultad de Filosofía (Philosophische Fakultät)

Implica a numerosos institutos y cuenta con profesores famosos.
El decano actual es el Prof. Dr. Paul Geyer. 
Incluye un departamento de Filología románica „Romanistik“ con enseñanzas de lengua y literatura francesa, italiana y española
- Facultad de Medicina (Medizinische Fakultät)

El decano actual es el Prof. Dr. Max P. Baur.
- Facultad de Matemáticas y Ciencias naturales (Mathematisch-Naturwissenschaftliche Fakultät)

El decano actual (2005) es el Prof. Dr. Armin B. Cremers.
- Facultad de Agronomía (Landwirtschaftliche Fakultät)

El decano actual (2005) es el Prof. Dr. Ernst Berg.

## Premios Nobel
- Wolfgang Paul (Premio Nobel de física en 1989)
- Luigi Pirandello (escritor Italiano Premio Nobel de literatura en 1934), estudió aquí, pero contrariamente a los dos primeros no enseñó en Bonn.
- Philipp Lenard Nobel de Física en 1905
- Paul Johann Ludwig von Heyse Nobel de Literatura en 1910
- Otto Wallach Nobel de Química en 1910
- Harald zur Hausen Nobel de Medicina en 2008

- Reinhard Selten (Premio del Banco de Suecia en Ciencias Económicas en memoria de Alfred Nobel en 1994)

### Profesores célebres
- Friedrich Wilhelm August Argelander (1799 - 1875), astronomía
- Josef Ratzinger (d. 2005 Papa Benedicto XVI), teología
- Hermann Alexander Diels filología
- Friedrich August Kekulé von Stradonitz química
- Joseph Schumpeter economía
- Karl Barth teología
- Hubert Jedin, Historia de la Iglesia en la Facultad de Teología.
- August Wilhelm von Schlegel literatura
- Carl Schmitt derecho
- Heinrich Hertz física
- Ernst Robert Curtius filología románica, gran comparatista
- Peter Scholze Medalla Fields 2018, Matemáticas.
- Rafael Gutiérrez Girardot ensayísta y crítico literario.
- Hans Welzel, 1951, Derecho Penal y Filosofía del Derecho, se convirtió en el primer director del Instituto de Filosofía del Derecho de esa universidad.

### Estudiantes célebres
- Karl Marx, derecho.
- Heinrich Heine (escritor), derecho.
- Friedrich Nietzsche (escritor y filósofo), teología y filología clásica.
- Guillermo II (emperador).
- Thomas Mann (escritor).
- Herbert Dieckmann (1906-1986), historiador de la literatura ilustrada y descubridor de fundamentales manuscritos de Diderot, en 1948: los (Fonds Vandeul.
- Konrad Adenauer (político y antiguo canciller alemán), derecho.
- Alberto Boerger (agrónomo, científico líder del mejoramiento genético del cultivo de trigo en ea cuenca del Río de la Plata, Uruguay) agronomía
- Joseph Goebbels (político nazi), literatura.
- Robert Schuman (político francés), derecho.
- Alberto de Sajonia-Coburgo (marido de la Reina Victoria).
- Jürgen Habermas, (filósofo), profesor luego de Fráncfort.
- Felix Klein, (Físico, Médico, Matemático y Educador Matemático)